# Phyciodes canace
Phyciodes canace är en fjärilsart som beskrevs av Edwards 1871. Phyciodes canace ingår i släktet Phyciodes och familjen praktfjärilar. Inga underarter finns listade i Catalogue of Life.